# Universitat de Lund
Universitat de Lund, o Lunds universitet en suec, és una universitat fundada el 1666 a Lund, Suècia. La universitat té més de 45.700 persones estudiant en 50 diferents programes i en més de 80 cursos.